# 学校法人国際共立学園
学校法人国際共立学園は、東京都荒川区東日暮里に本部を置く学校法人。創立：1955年。厚生労働大臣指定理容師美容師養成施設　国際理容美容専門学校を設置する。理事長は中村文雄。

## 沿革
- 1955年（昭和30年） 厚生大臣の認可を受け国際理容美容専門学校の前身である国際理容高等学校設立。
- 1958年（昭和33年） 本校舎の現在地である荒川区東日暮里に新校舎を建設移転。
- 1963年（昭和38年） 初代校長である松村重貴智、藍綬褒章を受章。
- 1966年（昭和41年） 学校法人国際共立学園設立。
- 1968年（昭和43年） 初代校長・理事長の松村重貴智が勲五等双光旭日章を受章。
- 1975年（昭和50年） 全国の理容美容学校で初のヨーロッパ研修旅行を実施。第2代校長・吉田實が藍綬褒章を受章。
- 1976年（昭和51年） 専修学校として東京都より第1回目の認可を得て、校名を現在の国際理容美容専門学校に改称。
- 1982年（昭和57年） 第1回専修学校国費留学生受け入れ校に指定される。
- 1983年（昭和58年） 第2校舎の完成。校長・理事長である吉田實、勲五等瑞宝章を受章。
- 1987年（昭和62年） 文部省（現・文部科学省）の認可を得て、理容美容学校初の2年制学科のビジネス美容科を設置。
- 1989年（平成元年） 理容美容学校では初めてとなる国費留学生の受け入れがスタート。
- 1991年（平成3年） 創立35周年の記念事業として本校舎を完全リニューアル。
- 1994年（平成6年） 全国初の2年制の理容科、美容科、さらに3年制の理容美容高等課程美容高等科を設置。
- 1995年（平成7年） 理美容学校として初めての専門士をビジネス美容科より送り出す。
- 1999年（平成11年） 第3校舎完成。
- 2001年（平成13年） 日本初のインターナショナルシデスコ認定校となる。
- 2004年（平成16年） 第3代校長・理事長である中村文雄、瑞宝双光章を受章。歴代の校長が3代続けて国家的顕彰の栄えに浴した。
- 2005年（平成17年） 創立50周年を迎え、記念式典をホテルニューオータニにて挙行。
- 2006年（平成18年） 第4校舎の完成。
- 2010年（平成22年） 創立55周年を迎える。
- 2012年（平成24年） 第5校舎完成。
- 2019年（平成31年） 国際共立学園高等専修学校 設立

## 設置校
- 国際理容美容専門学校
- 国際共立学園高等専修学校

## 参考図書
- 国際理容美容専門学校50年記念誌
- 国際理容美容専門学校案内